# Stanisław Łojasiewicz

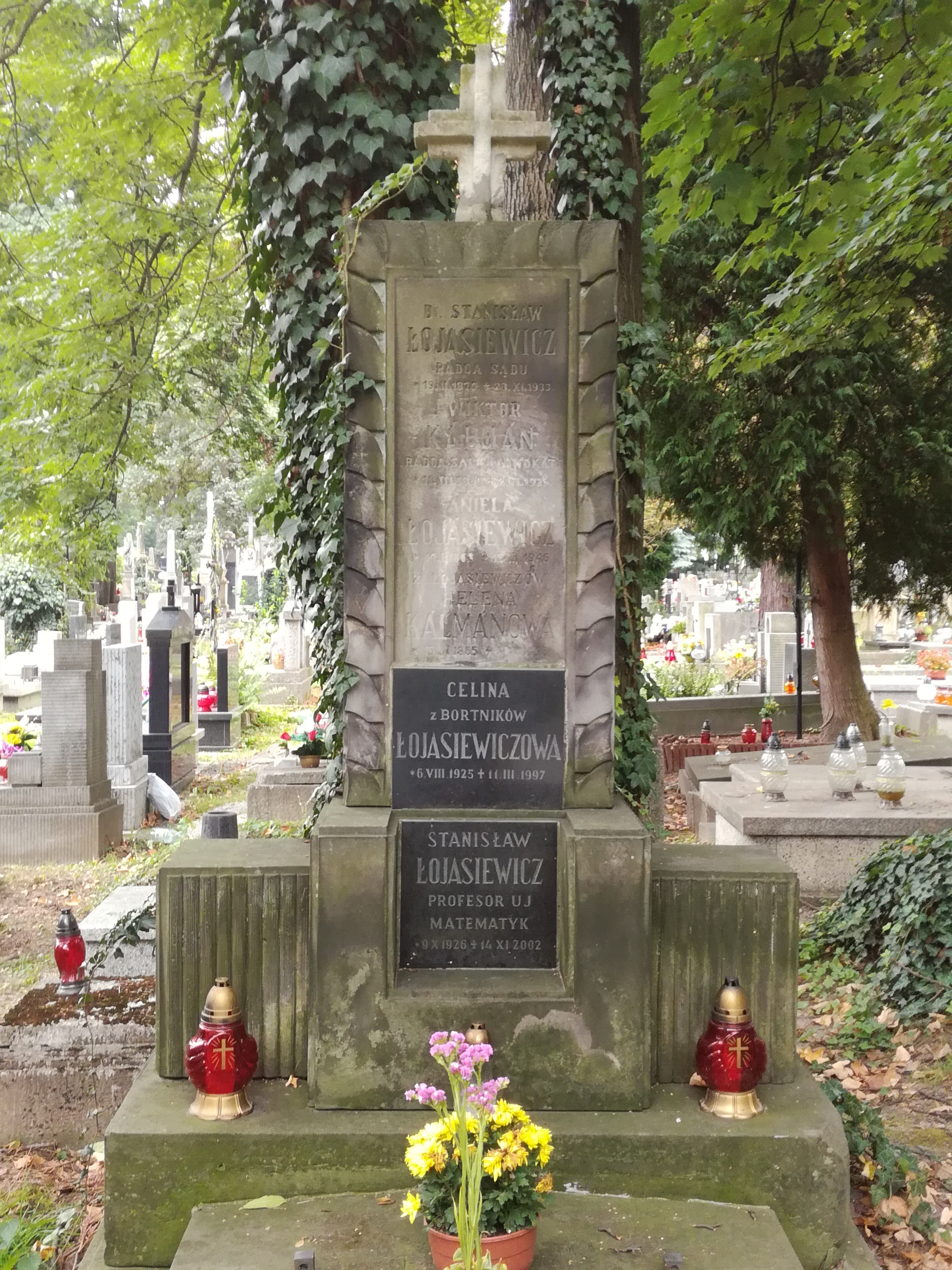
Tumulo de Stanisław Łojasiewicz, localizado em Cracóvia

Stanisław Łojasiewicz (Varsóvia, 9 de outubro de 1926 – 14 de novembro de 2002) foi um matemático polonês.
Stanisław Łojasiewicz estudou matemática de 1945 a 1947 na Universidade Jaguelônica em Cracóvia, onde obteve um doutorado em 1950, orientado por Tadeusz Ważewski, com a tese Sur l'allure asymptotique des intègrales du système d'équations differentielles au voisinage de point singulier. Trabalhou inicialmente com equações diferenciais ordinárias, depois com teoria das distribuições e equações diferenciais parciais. Seus trabalhos sobre geometria semianalítica tiveram influências na teoria da aproximação, teoria de controle e teoria dos modelos.
Em 1971 foi eleito membro correspondente da Academia de Ciências da Polônia, e em 1983 membro da Pontifícia Academia das Ciências. Recebeu a Medalha Stefan Banach de 1992.
Foi palestrante convidado do Congresso Internacional de Matemáticos em Nice (1970 - Sur les ensembles semi-analytiques).

## Comemoração
As Łojasiewicz Lectures são uma série de palestras anuais sobre matemática, apresentadas na Universidade Jaguelônica em memória de Stanisław Łojasiewicz.
| Ano  | Palestrante           | Universidade                                                                                    | País                    | Título                                                                     |
| ---- | --------------------- | ----------------------------------------------------------------------------------------------- | ----------------------- | -------------------------------------------------------------------------- |
| 2010 | Shing-Tung Yau        | Universidade Harvard                                                                            | China / Estados Unidos  | Coupled system of Hermitian metrics with Hermitian Yang-Mills system       |
| 2011 | Richard Hamilton      | Universidade Columbia                                                                           | Estados Unidos          | The Ricci flow in lower dimensions                                         |
| 2012 | Bernard Malgrange     | Universidade Henri Poincaré                                                                     | França                  | Differential algebraic groups                                              |
| 2013 | Neil Trudinger        | Universidade Nacional da Austrália                                                              | Austrália               | Optimal transportation in the 21st century                                 |
| 2014 | Fernando Codá Marques | Universidade de Princeton                                                                       | Brasil / Estados Unidos | The min-max theory of minimal surfaces and applications                    |
| 2015 | Noga Alon             | Universidade de Tel Aviv                                                                        | Israel                  | Signrank and its applications in combinatorics and complexity              |
| 2017 | Artur Avila           | Instituto Nacional de Matemática Pura e Aplicada / Centre national de la recherche scientifique | Brasil / França         | One-frequency Schrödinger operators and the almost reducibility conjecture |